# Perșotravneve, Starokosteantîniv
Perșotravneve (în ucraineană Першотравневе) este un sat în comuna Berezne din raionul Starokosteantîniv, regiunea Hmelnîțkîi, Ucraina.

## Demografie
Componența lingvistică a localității Perșotravneve
     Ucraineană (100%)
Conform recensământului din 2001, toată populația localității Perșotravneve era vorbitoare de ucraineană (100%).